# Choi Ki Ho
Choi Ki Ho (em chinês:  蔡其皓; nascido em 5 de maio de 1991) é um ex-ciclista profissional honconguês.
Choi é amplamente considerado o melhor ciclista de estrada que Honguecongue tem originado nos últimos anos. Ele passou três meses de treinamento no World Cycling Centre, em Aigle, Suíça, em 2010 e venceu o Tour de Berne de um dia. Ele também foi o ciclista asiático mais bem colocado na corrida de estrada sub-23 do Campeonato Mundial, realizado no ano de 2010, em Melbourne, Austrália.
O treinador Shen Jinkang elogiou o talentoso Choi, que conquistou uma medalha de ouro da Copa do Mundo no Madison na idade de 19, ao competir em Pequim há dois anos. "Ele está totalmente comprometido com o esporte e nunca reclama sobre o treinamento duro", disse Shen. "Não é fácil encontrar essa qualidade em um jovem ciclista."
Competindo no ciclismo de pista, Choi representou o Honguecongue nos Jogos Olímpicos de 2012, realizados em Londres, Grã-Bretanha, onde terminou em décimo sexto competindo na prova de omnium.
Choi se aposentou no final da temporada de 2013 para seguir os estudos de negócios.

## Tour de Coreia 2011
Aos 19 anos de idade, Choi Ki Ho foi o vencedor do Tour de Coreia em 24 de abril de 2011, tornando-se o mais jovem ciclista a fazer o feito. Ele completou a corrida em nove etapas, uma distância total de 1,335.9 quilômetros, com um tempo acumulativo de 33 horas, 54 minutos e 45 segundos. O austríaco, Markus Eibegge, da Tabriz Petrochemical Team, foi 29 segundos atrás, seguido pelo estadunidense Dugan Williams, da Sanofi Aventis, uma equipe de profissionais, cronometrando 33:55:22.

## Palmarés
2011
- Campeonato de Hong Kong de Ciclismo em Estrada
- Tour de Coreia

2012
- Tour de Fuzhou, mais 1 etapa
- Tour de Ijen, mais 1 etapa
- 1 etapa do Tour de Vietnã
- 3º no Campeonato de Hong Kong de Ciclismo em Estrada

2013
- Tour de Tailândia
- Campeonato de Hong Kong Contrarrelógio